# 孫思克
孫思克（1628年—1700年），字藎臣、號復齋，落籍凉州府武威县；祖籍遼寧廣寧人，入籍漢軍正白旗，清朝軍事將領，孫得功之子。孫思克初為王府護衛。順治八年（1651年），任牛錄額真（佐領）、刑部理事官。順治十一年（1654年），任甲喇額真（參領）。官至凉州镇总兵，振武將軍，凉州提督，贈太子太保，谥号襄武，入祀賢良祠。
康熙二年（1663年），升任甘肅镇總兵，駐涼州。康熙十五年（1676年），升任凉州提督，授世職一等阿達哈哈番（三等輕車都尉）。次年，進三等阿思哈尼哈番（三等男）。康熙二十二年（1683年）因之前主張暫緩進兵四川而被追責，罷凉州提督，並奪世職，留任凉州镇总兵。康熙二十三年（1684年），出任甘肅提督，康熙赐御书匾挂于凉州府城楼名曰“雄镇西北”。
康熙三十一年（1692年），加太子少保，授世職拜他喇布勒哈番（騎都尉），並加振武將軍。康熙三十七年（1698年），因率领凉州精骑平定噶爾丹之功而加拖沙喇哈番（雲騎尉）。康熙三十九年（1700年）去世，贈太子太保，還之前所革世職並贈一等阿思哈尼哈番兼拖沙喇哈番（一等男兼一雲騎尉），諡襄武，孙思克灵柩从凉州送往北京，凉州府百姓军民哭泣相送。雍正十年（1732年），入祀賢良祠。乾隆三十二年（1767年），命世襲罔替。
顺治康熙朝平定西北和三藩之乱过程中，绿营将领崭露头角，抚远大将军岳钟琪、孙思克、包括后边的高述明都是凉州府人，联姻、封爵、召见、赐赏等，是康熙帝对绿营汉臣孙思克的特殊恩典，而孫思克之妻計氏為敖漢固倫公主之女，有子孫承運、孫承恩，先後襲爵。其子孫承運娶康熙帝十四女和硕悫靖公主。另有女嫁郎廷極為妻，可谓皇亲国戚，恩宠有加，实属难得。

## 家庭
父：孙得功，以明游击投降努尔哈赤